# Tantō

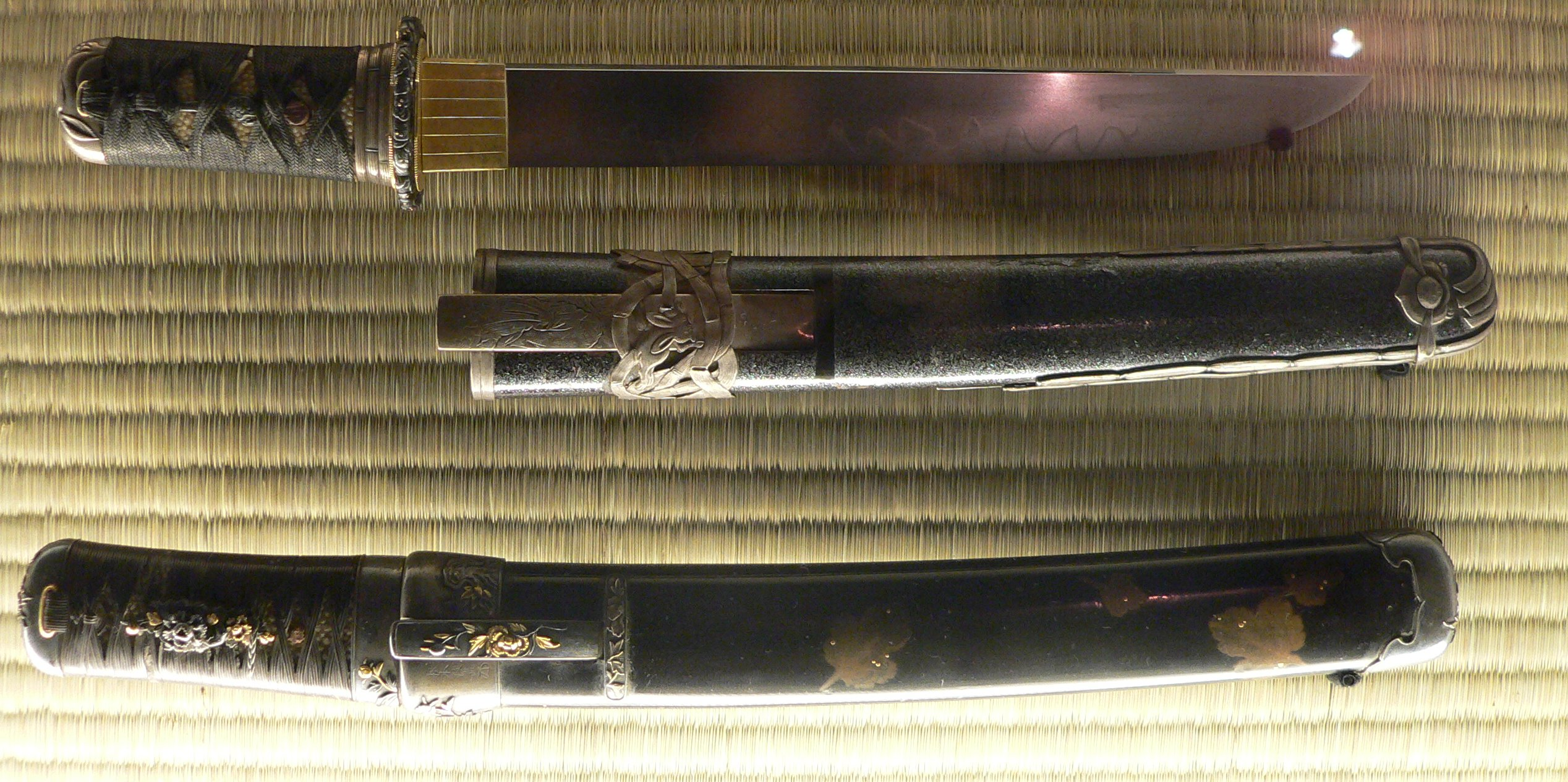
Dos tantō.

El tantō (短刀) es un arma corta de filo similar a un puñal de uno o de doble filo con una longitud de hoja entre 15 y 30 cm (6-12 pulgadas). A primera vista puede confundirse con una "pequeña katana", pero su diseño en realidad es diferente. Pese a que la estética es idéntica, el diseño de la hoja y la tsuka (empuñadura) son sustancialmente más sencillos.
Generalmente, por razones de etiqueta, se porta en el obi (cinturón), aunque ciertamente se podría ocultar con relativa facilidad. Aunque el arma secundaría del samurái era el wakizashi (versión más corta que la katana) o el kodachi (versión más corta que el tachi), algunos samurái preferían el tantō por la soltura de su manejo y como complemento de sus artes marciales cuerpo a cuerpo.
Como objeto ceremonial se extendió durante la nueva era, sustituyendo al wakizashi o el kodachi en el ritual del seppuku o harakiri (una ceremonia de suicidio que el samurái realizaba con el objetivo de recobrar su honor tras una deshonra).
Dependiendo del modelo se puede diferenciar entre tantō (con guardia), hamidashi (con guardia pequeña) o aikuchi (sin guardia).
Los tantō de madera o de plástico también existen y se utilizan para la práctica de las técnicas de desarme en las artes marciales tradicionales. Los estilos de origen japonés que incluyen el uso de un tantō en sus programas para los grados superiores o dan son:
- Aikidō
- Judo
- Jujutsu
- Jiu-jitsu brasileño
- Aiki jujutsu
- Jissen Kobudo Jinenkan (Jinen Ryu Tantojutsu)
- Bujinkan Budo Taijutsu
- Genbukan Ninpo Taijutsu
- Koryu Bujutsu
- Ninjutsu
- Shorinji Kempo
- Karate (solo en algunos estilos y variantes)